# No Way Jose
Levis Valenzuela Jr., meglio conosciuto con il ring name No Way Jose (Durham, 30 maggio 1988), è un wrestler statunitense di origini dominicane, noto per i suoi trascorsi nella WWE tra il 2015 e il 2020.

## Carriera

### WWE (2015–2020)

#### NXT(2015–2018)
Valenzuela firmò con la WWE nel 2015, ma nell'aprile 2016 venne mandato un promo di un personaggio di nome No Way Jose, interpretante la gimmick di un wrestler ballerino di spiaggia. Fece il suo debutto ufficiale nell'episodio di NXT del 20 aprile sconfiggendo Alexander Wolfe. In seguito Jose  iniziò una rivalità con Austin Aries, culminata il 20 agosto a NXT TakeOver: Brooklyn II dove Jose venne sconfitto da Aries. Successivamente Jose entrò in faida con i SAnitY; nella puntata di NXT del 30 novembre Jose venne sconfitto da Eric Young. In seguito Jose si alleò con Tye Dillinger e Roderick Strong per poter fronteggiare i SAnitY. Il 1º aprile, a NXT TakeOver: Orlando, Jose avrebbe dovuto a prendere parte ad un match assieme Dillinger, Strong e Ruby Riot contro i SAnitY ma venne brutalmente attaccato dagli stessi avversari prima del match; il suo posto venne preso da Kassius Ohno e i quattro vennero sconfitti dai SAni†Y.

#### Raw(2018–2020)
Jose debuttò nel roster principale nella puntata di Raw del 9 aprile 2018 sconfiggendo il jobber John Skyler. Nella puntata di Raw del 14 maggio Jose partecipò ad un Triple Threat match di qualificazione al Money in the Bank Ladder match che includeva anche Baron Corbin e Bobby Roode ma il match venne vinto da Roode. Nella puntata di Raw del 31 dicembre Jose partecipò ad una Battle Royal per determinare l'avversario di Dean Ambrose per l'Intercontinental Championship per quella stessa sera ma venne eliminato da Apollo Crews. Il 27 gennaio, alla Royal Rumble, Jose partecipò al match omonimo entrando col numero 15 ma venne eliminato in pochi istanti da Samoa Joe. Il 7 aprile, nel Kickoff di WrestleMania 35, Jose partecipò all'André the Giant Memorial Battle Royal ma venne eliminato da Ali. Nella puntata di Raw del 20 maggio Jose apparve sul ring insieme ad altri wrestler per provare a conquistare il 24/7 Championship ma esso venne preso da Titus O'Neil. Il 31 ottobre, a Crown Jewel, Jose partecipò ad una Battle Royal per determinare lo sfidante di AJ Styles per lo United States Championship più avanti nella serata ma venne eliminato da Erick Rowan. Nella puntata di Raw del 27 gennaio Jose affrontò Mojo Rawley per il 24/7 Championship ma venne sconfitto.
Il 15 aprile 2020 Jose venne licenziato.

## Nel wrestling

### Mosse finali
- Cobra clutch slam
- KO punch
- Sitout crucifix powerbomb – 2013-2015

### Soprannomi
- "El Jefe"

### Musiche d'ingresso
- No Way dei CFO$ (WWE; 2016–2020)

## Titoli e riconoscimenti
- CWF Mid-Atlantic
  - CWF Mid-Atlantic Television Championship (2)
- Fire Star Pro-Wrestling
  - FSPW South Eastern Championship (1)[7]
- Pro Wrestling Illustrated
  - 200º tra i 500 migliori wrestler singoli nella PWI 500 (2018)